# Иоанн XIII Глика
Иоанн XIII Милостивый (Глика, Гликис; греч. Ιωάννης ΙΓ΄ Γλυκύς) — патриарх Константинопольский с 1316 (по другим источникам, с 1315) по 1320 (или 1319).
До патриаршества был логофетом дрома. Обладал обширными и глубокими знаниями как в светских науках, так и в богословии. Получил известность как писатель. Заботился о чистоте греческого языка, написал сочинение «Περί ορθότητος συντάξεως».
Был женат, имел сыновей и дочерей. После избрания в патриархи расстался с женой, принявшей монашеский постриг.
Вынужден был уйти на покой по состоянию здоровья. Удалился в монастырь Кириотисса.